# هو چیانشو
هو چیانشو (انگلیسی: Hu Qianxun؛ زادهٔ ۱۸ سپتامبر ۱۹۸۷) بوکسور اهل چین است.